# Hellmut Hager
Hellmut Wilhelm Hager (* 27. März 1926 in Berlin; † 10. November 2015 in State College (Pennsylvania)) war ein deutscher Kunsthistoriker.
Hager wurde 1959 an der Universität Bonn mit einer Arbeit über Die Anfänge des italienischen Altarbildes promoviert. Von 1959 bis 1963 war er Assistent an der Bibliotheca Hertziana, der wissenschaftlichen Bibliothek für italienische Kunst in Rom. 1968 lehrte er für ein Semester an der Pennsylvania State University, University Park. 1971 wurde er dort Professor für Kunstgeschichte und stand seit 1972 an der Spitze der Fakultät für Kunstgeschichte. 1978 wurde er zum Mitglied des Penn State’s Institute for the Arts and Humanities berufen. 1993 wurde er Mitglied der Accademia di San Luca und 1994 mit dem Titel eines Evan-Pugh-Professors der Universität ausgezeichnet. 1996 trat er von der Spitze der Fakultät zurück, 2001 wurde er emeritiert.
Hager lehrte deutsche und italienische Architektur des Barock und Rokoko. Ein besonderer Schwerpunkt seiner Forschungen lag auf dem Werk des italienischen Architekten Carlo Fontana. Hager initiierte die Publikationsreihe Papers in Art History from The Pennsylvania State University.

## Schriften
- mit Helga Freifrau von Heintze: Athene-Minerva . Ihr Bild im Wandel der Zeiten. In: Jahrbuch // Max-Planck-Gesellschaft.Nr. 1 1961.
- Die Anfänge des italienischen Altarbildes. Untersuchungen zur Entstehungsgeschichte des toskanischen Hochaltarretabels. Schroll, München 1962.
- Zur Planungs- und Baugeschichte der Zwillingskirchen auf der Piazza del Popolo. S. Maria di Monte Santo und S. Maria dei Miracoli in Rom. In: Römisches Jahrbuch für Kunstgeschichte. 1967.
- und Carlo Picchio: Filippo Juvarra. E il concorso di modelli del 1715 bandito da Clemente XI per la nuova sacrestica di S. Pietro. Da Luca, Roma 1970.
- Il modello di Ludovico Rusconi Sassi del concorso per la facciata di S. Giovanni in Laterano. In: Commentarii ; anno XXII, Gennio-Marzo 1971, fasc. I. 1971.
- Le Facciate dei SS. Faustion e Giovita e di S. Biagio in Campitelli a Roma. A Proposito di due opere Giovanili di Carlo Fontana. In: Commentari ; anno XXIII, Luglio-Settembre 1972, fascicolo III. 1972.
- Carlo Fontana’s project for a church in honour of the ‘Ecclesia Triumphans’ in the Colosseum, Rome. In: Journal of the Warburg and Courtauld Institutes / ed. E.H. Gombrich [u.a.]. 1973.
- La Facciata di San Marcello al Corso. In: Commentari ; 24, Fas. 1–2; gennaio-giugno 1973. 1973.
- Carlo Fontana and the Jesuit Sanctuary at Loyola. In: Journal of the Warburg and Courtauld Institutes / ed. E.H. Gombrich [u.a.]. 1974.
- mit Carlo Picchio und Anthony Blunt: L’intervento di Carlo Fontana per le chiese dei monasteri di Santa Marta e Santa Margherita in Trastevere. de Luca, Roma 1974.
- Die Kuppel des Domes in Montefiascone. Zu einem borrominesken Experiment von Carlo Fontana. In: Römisches Jahrbuch für Kunstgeschichte / hrsg. von Leo Bruhns. 1975.
- mit Allan Braham: Carlo Fontana. The drawings at Windsor Castle. Zwemmer, London 1977, ISBN 0-302-02780-7.
- Balthasar Neumann’s Schönborn chapel at Würzburg cathedral and its Berninesque prototype., London 1983.
- und Susan Scott Munshower (Hrsg.): Projects and monuments in the period of the Roman baroque. Pennsylvania State Univ., University Park, Pa. 1984, ISBN 0-915773-00-7.
- und Susan Scott Munshower (Hrsg.): Light on the eternal city. Observations and discoveries in the art and architecture of Rome. Pennsylvania State University, University Park, Pa. 1987, ISBN 0-915773-01-5.
- mit José Ramón Eguillor Muniozguren und Rafael María de Hornedo: Loiola. Historia eta arkitektura. Etor; Gipuzkoako Foru Aldundia, Donostia 1991, ISBN 978-84-85527-88-5.
- Bernini, Carlo Fontana e la fortuna del ‘terzo braccio’ del colonnato di piazza San Pietro in Vaticano. In: Quaderni dell’Istituto di Storia dell’Architettura / Università degli Studi di Roma La Sapienza, Dipartimento di Storia dell’Architettura, Restauro e Conservazione dei Beni Architettonici. 1997.
- Carlo Fontana: L’Anfiteatro Flavio. Edizione anastatica del manoscritto nel Museo di Roma. hrsg. von Hellmut Hager, Gangemi, Roma 2002, ISBN 88-492-0135-4.
- Il concepimento della biblioteca casanatense e la storia della costruzione. In: Palladio. 2011.